# Донифарс
Донифарс (осет. Донифарс) — село в Ирафском районе Республики Северная Осетия-Алания. Входит в состав Задалеского сельского поселения.

## География
Селение расположено в юго-западной части республики и находится на левом берегу реки Урух, в 9 км к северо-западу от центра сельского поселения Мацута, в 33 км к югу от Чиколы и в 100 км к юго-западу от города Владикавказ.
Средние высоты на территории села составляет 1569 метров над уровня моря.

## История
Первые поселения на месте нынешних Донифарса и Лезгора датируются II тысячелетием до нашей эры, а крупные поселения датируются VII–IV веками до н. э. К этому времени, поселения на данной местности уже представляли собой крупный центр по изготовлению керамики, бронзы и прочих товаров, которые по данным Северо-Кавказской археологической экспедиции Государственного Исторического музея отправлялись на экспорт в Причерноморье, а оттуда в Древнюю Грецию.
Особо бурно, поселение на месте нынешнего Донифарса, развивался в аланский период, о чём также свидетельствую археологические находки этого времени. Однако после походов Тимура, поселения в данной местности, на некоторое время пришли в запустение. И вплоть до вхождения Осетии в состав Российской Империи в 1774 году, имела долгую историю восстановления.
В период позднего средневековья, несмотря на то, что в Донифарсе действовали принципы военной демократии, а все основные жизненные вопросы селения выносились на общественные решения «Ныхас», село попало под сильное влияние кабардинских князей. Вступая в династические браки с местными родовыми фамилиями, они распространили ислам и Донифарс стал центром распространения этой мировой религии в Горной Дигории.

## Население
| 1874 | 1883 | 1926 | 2002 | 2010 | 2021 |
| ---- | ---- | ---- | ---- | ---- | ---- |
| 518  | ↗676 | ↘414 | ↘5   | →5   | ↘4   |

## Достопримечательности
- Объекты культурного наследия федерального значения (археология)[12]

1. Могильник I века до н. э.
2. Захоронения в каменных ящиках IV—IX веков.

- Объекты культурного наследия федерального значения (архитектура)

1. Средневековая сторожевая башня Канукова Есе
2. Средневековая сторожевая башня Хатаговых
3. Склеп « Сатаи уобау»
4. Архитектурный комплекс:
5. Могильник
6. Могильник (каменные ящики)
7. Могильник склеповый (шесть усыпальниц
8. Родовой дом Кобегкаевых
9. Родовой дом Кульчиевых

- Объекты культурного наследия регионального значения (архитектура)

Два склепа (один из них - двойной) на древнем кладбище средневекового периода.
- Донифарский Ныхас — по преданиям, если какой либо вопрос не могли решить в других сёлах Горной Дигории, то приходили сюда. В. Милер в «Осетинских этюдах» посетив Донифарский Нахас отмечал, что российской судебной системе есть чему поучиться в принятии решений и вынесения приговоров у горских собраний[13].
- Древние храмы и святилища, среди которых самым почитаемым в Донифарсе является «Сатайи Обау» — древне христианский храм[14].

## Галерея

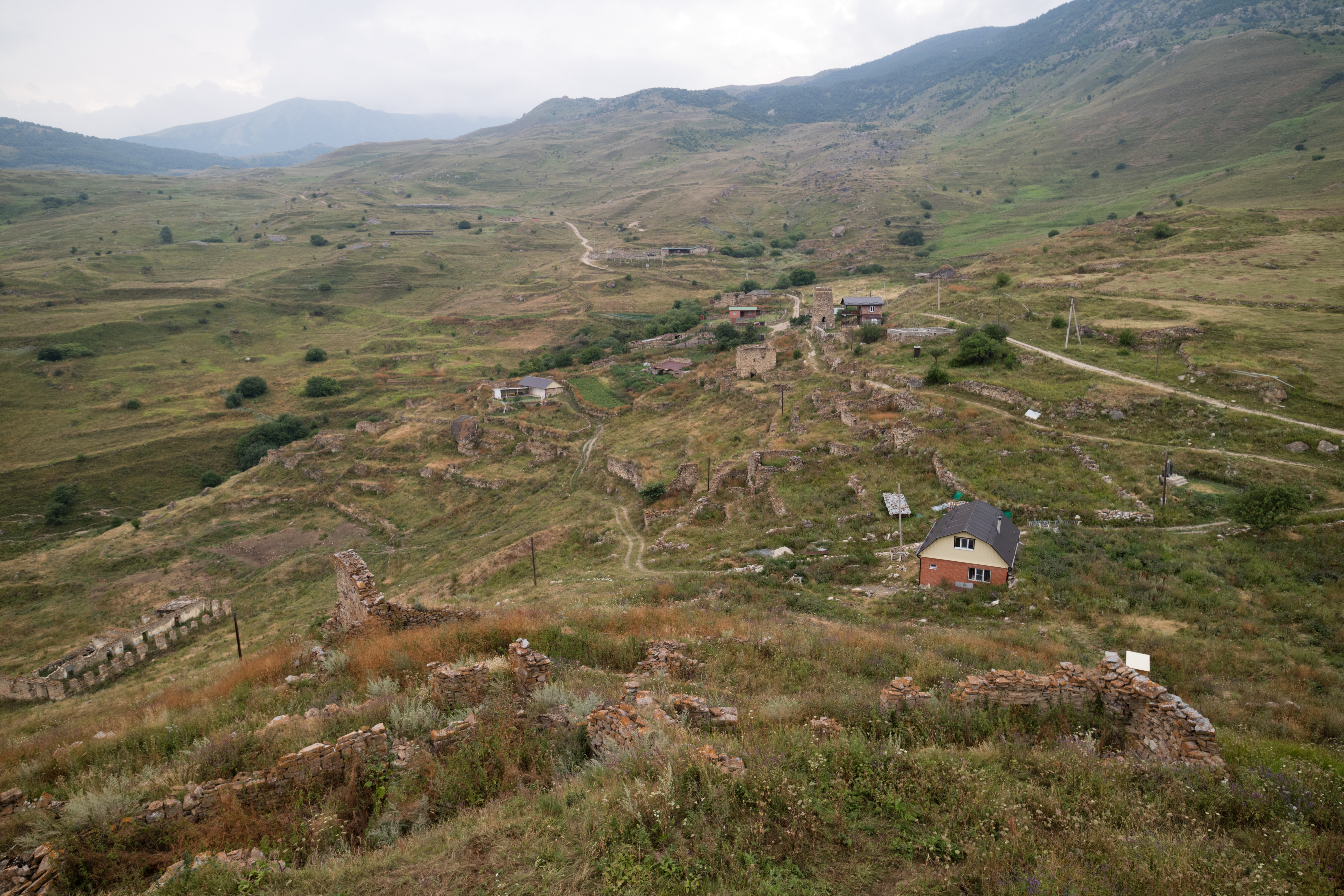
Вид на аул Донифарс
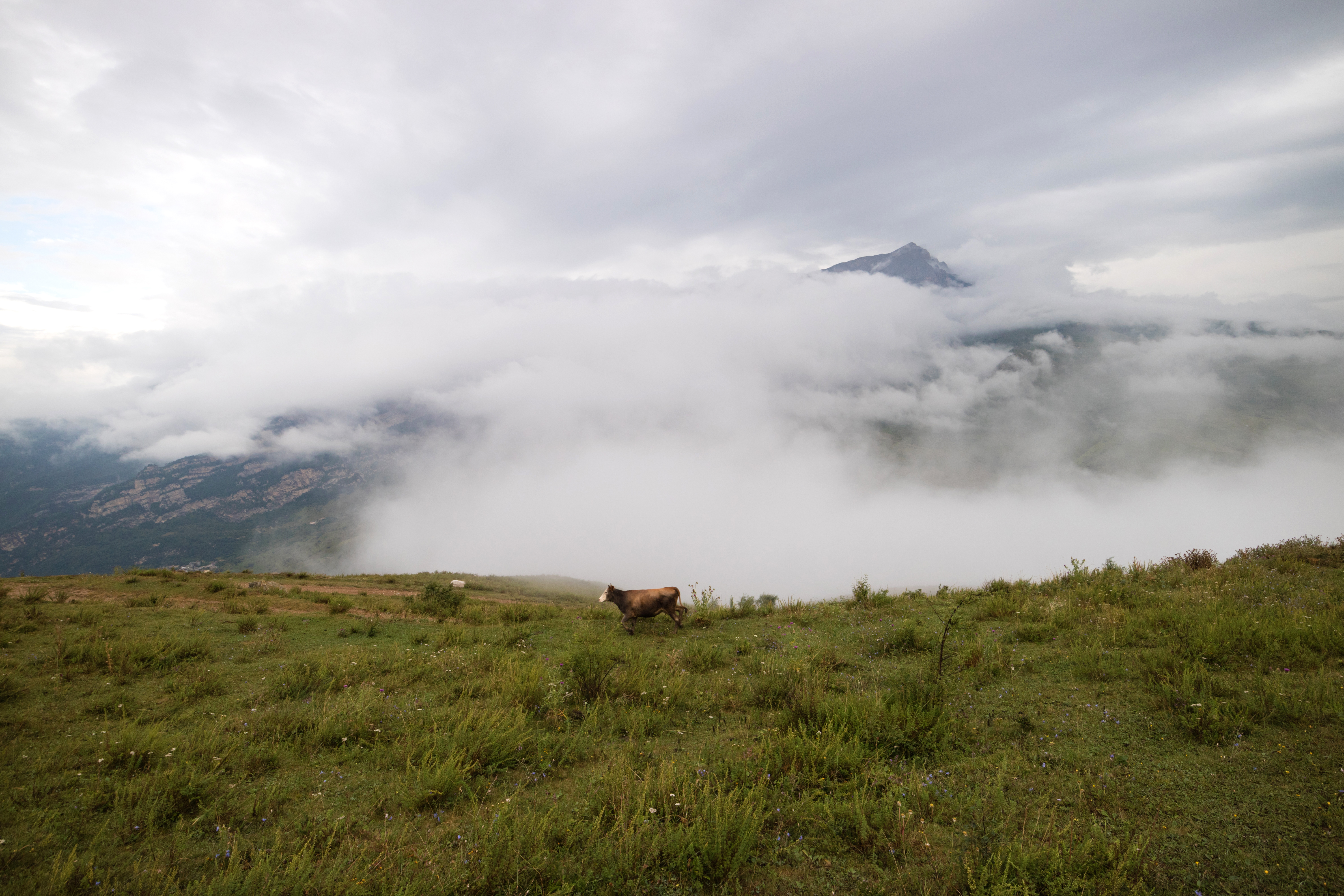
Склоны долины реки Урух
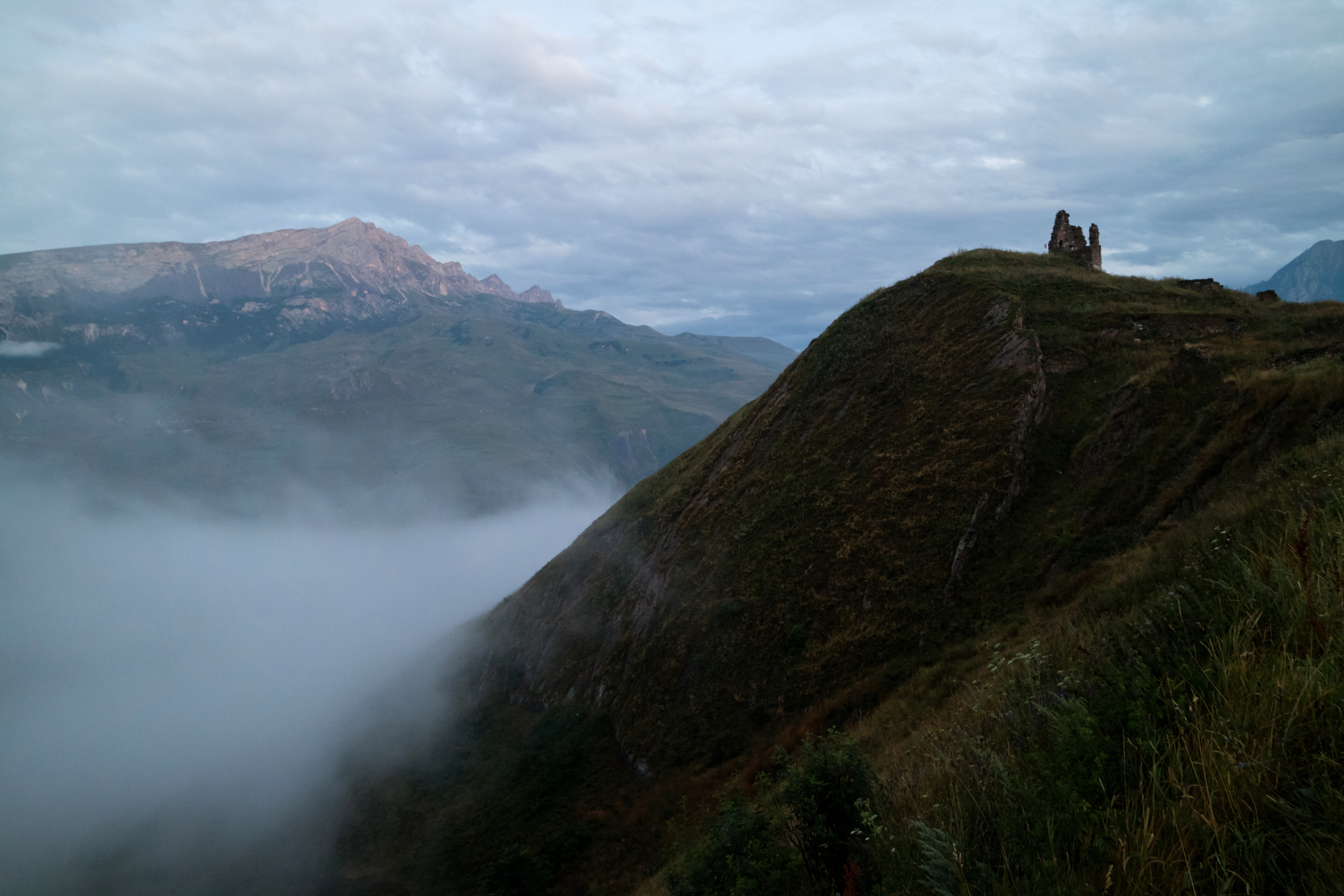
Башня Кануковых на холме
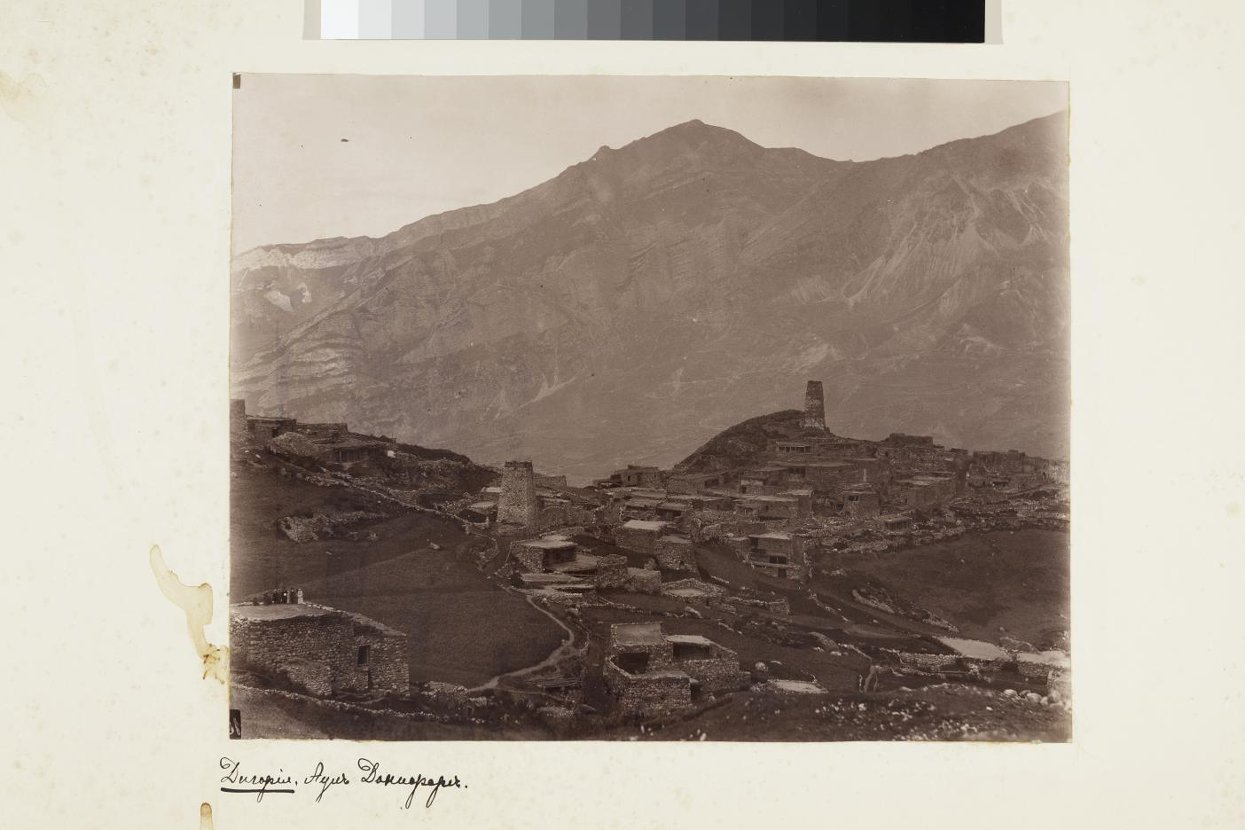
Иван Липовой — Дигория. Аул Донифарс. (1890 гг.)
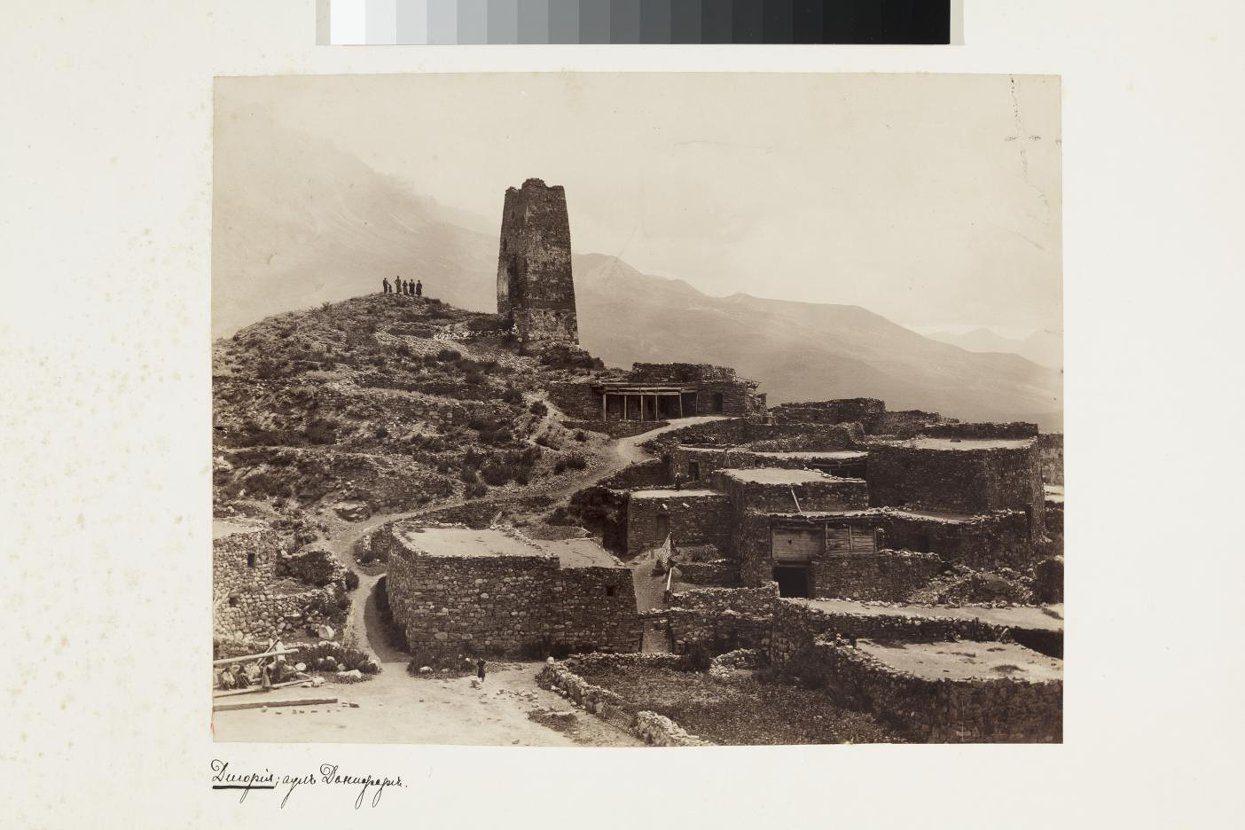
Иван Липовой — Дигория. Аул Донифарс. (1890 гг.)
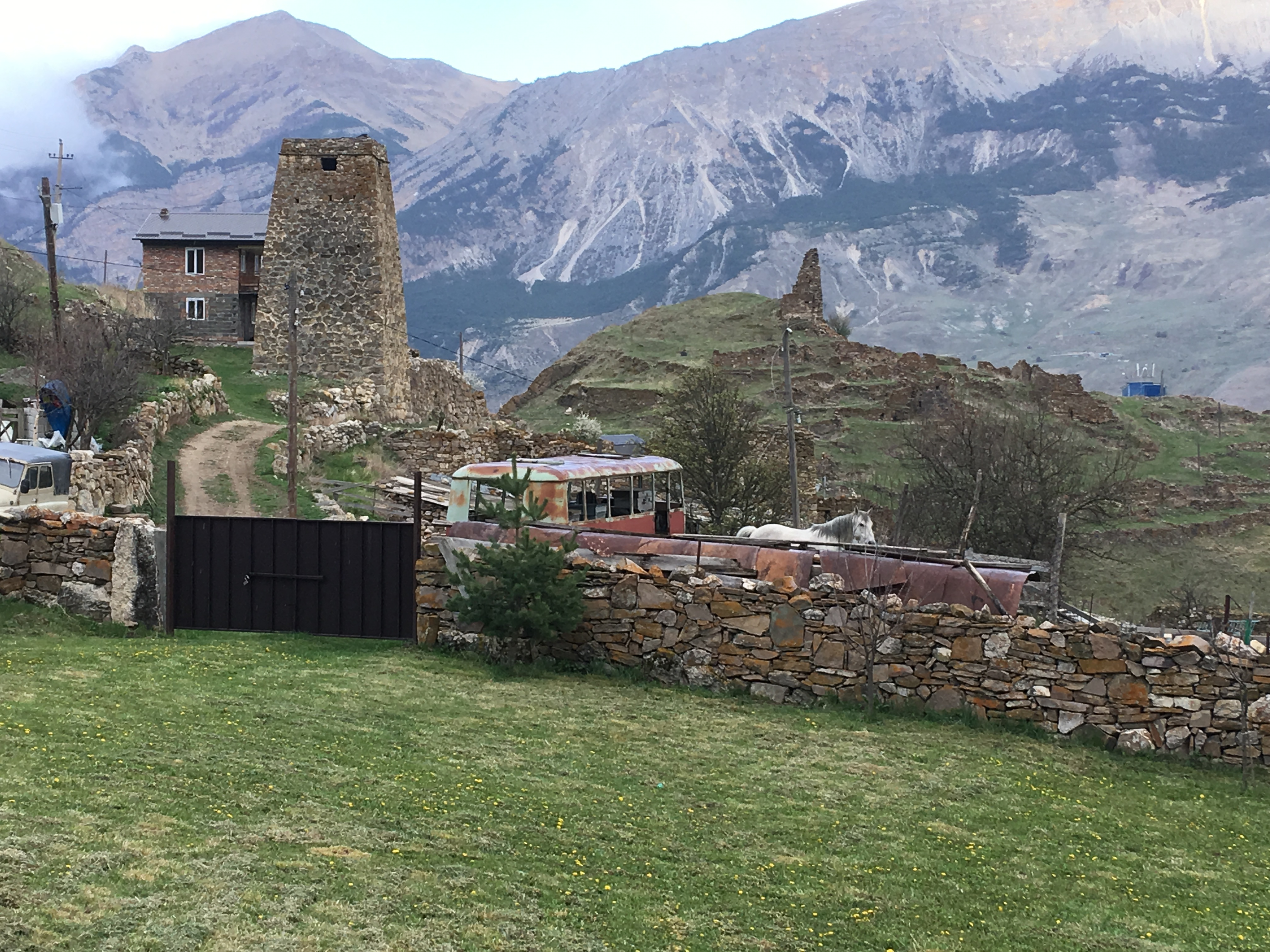
Один из сохранившихся дворов (2019 год)